# 吳澧培
吳澧培（1934年9月9日—），臺灣銀行家、台獨政治人物，生於彰化縣大城鄉，「臺獨四大天王」之一，現任總統府資政，曾任職美國阿拉斯加國家銀行（National Bank of Alaska）副總裁、阿拉斯加北方銀行總裁，創立海外阿扁之友會、美國福爾摩沙基金會。

## 經歷
吳澧培畢業於臺灣省立臺中第一中學，1957年取得國立台灣大學經濟系學士，曾在彰化銀行任職七年，1969年取得美国堪薩斯州海斯堡州立大學工商管理研究所碩士。
1973年，吳澧培成為美國阿拉斯加國家銀行（National Bank of Alaska）副總裁。
1974年，吳澧培至美國哥倫比亞大學商科研究所，參加商業銀行決策人員進修班。
1999年，吳澧培為民主進步黨2000年中華民國總統選舉參選人陳水扁協助成立「陳水扁競選總統後援會」。
2000年，吳澧培成立「海外阿扁之友會」，擔任該總會的會長。陳水扁政府成立後，被陳水扁任命為中華民國總統府資政。
2002年，吳澧培創立「美國福爾摩莎基金會」（Formosa Foundation），並任職董事長。
2006年初，吳澧培發動台獨人士集資搶救《台灣日報》，計劃以每張《台灣日報》股票新台幣五百萬元募集20至30股。2006年6月6日，《台灣日報》停刊。
2016年8月30日，吳澧培接受台北之音訪問時批評，行政院院長林全與外交部部長李大維不適任，總統蔡英文不能再用林全，「林全不下台，蔡英文沒有明天」；他曾和侄子吳釗燮說李大維不適任外交部部長，吳釗燮卻為李大維辯護「除了我本人，他是最適合的人」，吳釗燮不認為民進黨有人適任外交部部長，之後他就和吳釗燮「完全不講話了」。
2016年10月14日，立法委員費鴻泰於立法院質詢林全時爆料，吳澧培曾在同年5月20日前後向林全推薦金融單位人事；費鴻泰當場要求林全回答有無此事，林全明確回答「有」，證實吳澧培曾推薦一個人去做財主單位的職務。
2016年10月22日，台灣聯合國協進會舉辦成立13周年募款餐會，吳澧培時說，台灣加入联合国運動已經走了99哩路，最後一哩路就要成功了，因為國際情勢沒有像今天那麼好過：美國「重返亞洲」與中国大陆衝突加劇，菲律宾與美國交惡，「我很高興，因為這將加深台美的bargain（協議）與power（權力）」。吳澧培還說，他批評林全不適任行政院院長時，很多人都說「才100天，怎麼可以叫人下台」；現在150天了，「多50天，有看出什麼好成績嗎？民調升了嗎？我答案很清楚了吧」。
2019年1月3日，吳澧培連同前總統府資政彭明敏、前中央研究院院長李遠哲、台灣基督長老教會牧師高俊明等「臺獨四大天王」，於《自由時報》刊載他所主筆的「致蔡總統的公開信─敬請不要參選連任」，建請蔡英文放棄連任總統、交出行政權、退居第二線。吳澧培對蔡英文政府的不滿，包括蔡英文任用「老藍男」林全擔任行政院院長以及教育部部長葉俊榮聘管中閔任台大校長。

## 荣誉

### 中华民国勋章奖章
- 二等卿云勋章（2008年5月7日于台北总统府颁授[10]）

## 家庭
吴澧培父亲有抗日傾向，要反对日本统治台灣的政治理念；二哥吴澍培在白色恐怖时代因参加中国共产党外圍組織的读书会而入狱，但不减对共產主義和社会主义的热情，诉求中國共產黨統治台灣。吴澧培身為台獨大老，強力主張台灣獨立的正名與建國運動。他的侄子吴釗燮曾任外交部部長及駐美國代表等職。吴澧培妻舅賴文雄是全美台灣獨立聯盟（UFAI）組織部首任部長、民進黨美東黨部第一屆主委，2012年12月22日逝世。